# 原市場村
原市場村（はらいちばむら）は埼玉県の南西部、入間郡に属していた村。現在は飯能市原市場地区。

## 地理
- 河川：入間川

## 歴史
特に脚注がないものは『日本歴史地名大系』及び『新版 角川日本地名大辞典』による。
- 元禄年間 - 天領高麗郡日影村より分村。
- 1747年（延享4年）- 一橋徳川家領。
- 1874年（明治7年）- 曲竹村を合併。
- 1876年（明治9年）- 埼玉県に所属。
- 1889年（明治22年）- 町村制施行により、原市場村、赤沢村、唐竹村、上赤工村、下赤工村、中藤村上郷、中藤村中郷、中藤村下郷が合併し高麗郡原市場村が成立する。
- 1896年（明治29年） - 高麗郡が入間郡と統合する。
- 1956年（昭和31年）- 飯能市に編入。

## 経済
- 原市場合同会社：1909年創立。金銭貸付業[3]。
- 武原鉄道：青梅鉄道小作駅から霞村、小曽木村、成木村、南高麗村を通って原市場村まで蒸気鉄道を敷設する計画があった。発起人の欄には浅野総一郎、浅野良三、大川平三郎、白石元治郎、安田善次郎、渋沢武之助、金子喜代太らの名前が見える。しかし、「敷設ノ要ヲ認メス」として却下されている[4]。

## 地域

### 町名・大字
- 原市場
- 赤沢
- 中藤村上郷（なかとうむらかみごう）
- 中藤村中郷
- 中藤村下郷
- 上赤工（かみあかだくみ）
- 下赤工
- 唐竹（からたけ）

### 人口
|        | 村合計 |  | 原市場 | 赤沢  | 上赤工 | 下赤工 | 唐竹 | 中藤下郷 | 中藤中郷 | 中藤上郷 |
| ------ | ------ |  | ------ | ----- | ------ | ------ | ---- | -------- | -------- | -------- |
| 1889年 | 3,363  |  |        |       |        |        |      |          |          |          |
| 1920年 | 3,829  |  |        |       |        |        |      |          |          |          |
| 1945年 | 3,786  |  |        |       |        |        |      |          |          |          |
| 2016年 | 7,541  |  | 1,767  | 1,191 | 642    | 1,204  | 951  | 1,035    | 479      | 272      |
| 2021年 | 6,681  |  | 1,577  | 1,058 | 583    | 1,076  | 854  | 898      | 415      | 220      |

### 郵便
- 原市場郵便局：1902年に設置[2]。現所在地は飯能市原市場633番地3号[5]。

### 教育
- 原市場村立原市場中学校：1947年創立[2]。

## 文化

### 名所・旧跡・観光・祭事
- 金錫寺：大字赤沢にある臨済宗の寺院[3]。